# Smrt nedolžnega velikana
Smrt nedolžnega velikana je novela Cirila Kosmača, ki je bila prvič objavljena leta 1952 v reviji Novi svet, v knjižni izdaji pa je izšla 1958. Ponatisnejena je bila 1964, 1970, 1971, 1972, 1973, 1977, 1995 in 1999. 

## Povzetek zgodbe
V noveli spremljamo življenje Hotejčevega Matica, nedolžnega velikana. Je vaški posebnež, ki je po duši otrok. Njegovo edino opravilo je strganje leskove palice, v upanju, da bo ta nekega dne na vseh straneh enaka. Umre zaradi strela fašistov iz vojaškega letala.
Kosmač za duševno zaostale osebe največkrat uporabi besedno zvezo »božji otroci«, kar se nanaša na nezakonskega otroka, katerega oče ni znan, medtem ko »otrok božji« pomeni, da  ima oseba duševno hibo. Liki, s katerimi se srečamo v tej noveli so največkrat tako rojeni z duševno hibo kot tudi zapuščeni. Njihov obrobni položaj v družbi izražajo že samo vzdevki, ki so jim dodeljeni in zbujajo posmeh (na primer Enaka palica zaradi neprestanega obrezovanja palice). Kot posebneža nastopata Matic, ki sogovorniku najpogosteje odgovarja tako, da ponovi zadnje besede (»'Sončnico sem ti obljubila. ' 'Obljubila..., ' je ponovil Matic in podrsal s peto po kolniku.«)  in Katra, katere govor je poln ponavljujočih se glagolov in zaimkov (»Kadar ga me sreča me, se ga zmeraj ustavi se in ga me gleda me!«) . Zaradi jezikovne omejenosti je komunikacija med njimi in okolico minimalna.
Nasprotje norcem, ki so prepričani v to, da je vse mogoče, predstavlja vaška družba, kjer izrazito negativni liki prikazujejo omejenost sveta. Vaški kolektiv  nastopa kot celota. Ko se nekaj zgodi, se pojavijo skupinske reakcije na dogodek, kot da gre za enako mislečo množico. Iz množice izstopajo redki posamezniki, ki opozarjajo na tanko mejo med zdravim umom in norostjo. Zaščitniško do potepuhov in nezakonskih otrok nastopijo kmet Hotejc, ki jim nudi prenočišče in hrano, Temnikarica (v noveli Smrt nedolžnega velikana), ki sočutno pristopi do Matica, ko ta na skrivaj spije večjo količino mleka in ga le na videz okara, ter Kokošarjeva Tilčka, ki je Maticu podari obljubljeno sončnico.  